# Ponte Gercino Coelho
A Ponte Gercino Coelho é a ligação existente entre as duas margens do rio São Francisco, à altura da cidade baiana de Bom Jesus da Lapa, com extensão de 1.180 metros, e inaugurada em 1990. Serve de ligação entre as estradas federais BR-349 e BR-430.

## Histórico
A ponte homenageia o deputado Gercino Coelho, pai do governador Nilo Moraes Coelho, falecido em 1950 em acidente aeronáutico na cidade de Bom Jesus da Lapa, quando viajava em campanha como candidato a vice-governador, ao lado do seu companheiro de chapa Lauro Farani de Freitas.
A ligação permitiu o acesso rodoviário ao Oeste Baiano, sendo a maior ponte até então construída no estado. Foi realizada pela empreiteira Queiroz Galvão
Sua construção durou um ano e seis meses. Por ocasião de seus dezoito anos, em 2008, o então prefeito de Guanambi, Nilo Coelho, foi homenageado pela Câmara de Vereadores de Bom Jesus da Lapa, especialmente pela realização desta obra.